# Винторівка
Ви́нторівка — село в Україні, у Середино-Будській міській громаді Шосткинського району Сумської області. Населення становить 34 осіб. До 2020 орган місцевого самоврядування — Середино-Будська міська рада.

## Географія
Село Винторівка знаходиться на лівому березі річки Уличка, вище за течією на відстані 2 км розташоване село Хлібороб, нижче за течією на відстані 2 км розташоване село Полянка (ліквідовано в 1988 р.), на протилежному березі — село Уліца (Брянська область, Росія).
На північному заході від села річка Мала Брусна впадає у річку Уличку, праву притоку Знобівки.

## Символіка
На гербі на синьому тлі зображенено золоте свердло, бо боках від якого зображено вгорі - дві діжки, внизу - дві дубові гілочки. Мешканці села раніше «прибуток мали від бондарного ремесла», а гвинтове свердло вказує  а назву села (герб є промовистим). Дубові гілочки вказують на те, що село лежить неподалік державного кордону.

## Історія
Винторівка була заснована у другій чверті XVIII століття. З дня заснування вона мала статус хутора і в 1750 році входила до складу Ямпільської сотні Ніжинського полку.
У 1764 році Винторівка разом з Серединою-Будою і Гавриловою Слободою була дарована на ранг генерал-губернатору Малоросії графу Петру Олександровичу Рум'янцеву-Задунайському. На момент опису Новгород-Сіверського намісництва 1779–1781 рр. він володів в населеному пункті 9 дворами і 10 хатами, у яких проживало 10 обивателів зі своїми сім'ями. Більшість з них землеробством займалися мало через відсутність орних земель, а «прибуток мали від бондарного ремесла».
Після смерті графа П. О. Рум'янцева-Задунайського, що настала 8 грудня 1796 Винторівка залишалася вільною.
У 1859 році в ній значилося 7 дворів, у яких мешкало 50 жителів, що належали до різних соціальних станів, переважно міщан.
12 червня 2020 року, відповідно до Розпорядження Кабінету Міністрів України № 723-р «Про визначення адміністративних центрів та затвердження територій територіальних громад Сумської області» увійшло до складу Середино-Будської міської громади.
19 липня 2020 року,  в результаті адміністративно-територіальної реформи та ліквідації Середино-Будського району, село увійшло до Шосткинського району.
9 липня 2023 року російські окупанти обстріляли село Винторівку Шосткинського району. Зафіксовано шість приходів, імовірно міномет 82 мм. 
1 серпня 2024 року село знову обстріляв російський агресор. Зафіксовано 2 обстріли: 3 вибухи, ймовірно ФПВ-дрон.    

## Відомі люди
В поселенні народився:
- Дубінін Григорій Васильович (1928—2008) — працівник радянського сільського господарства.